# Société historique et archéologique de l'Orne
 (juillet 2022).
La Société historique et archéologique de l'Orne (SHAO) est une société savante fondée en 1882 à Alençon, par Gustave Le Vavasseur, avec Léon de La Sicotière et Louis Duval.

## Historique
Cette société est créée sur la proposition de Gustave Le Vavasseur en 1879, à l'occasion d'une réunion de la Commission des Beaux-Arts présidée par le marquis de Chennevières à Alençon, dans la lignée d'Arcisse de Caumont, fondateur de la Société des antiquaires de Normandie et de l'Association Normande.
Léon de La Sicotière est le premier président de la S.H.A.O. dont les statuts sont déposés, le 28 février 1882, à la préfecture de l'Orne.
Après Léon de La Sicotière, président de 1882 à 1889, les présidents successifs de la S.H.A.O. furent Gustave Le Vavasseur, de 1889 à 1895, Gérard de Contades, de 1895 à 1899, Henri Tournouër, de 1899 à 1943, le comte de Frileuze, de 1944 à 1947, le comte Du Mesnil Du Buisson, de 1947 à 1955, Jean Adigard des Gautries, de 1956 à 1961 et le chanoine Pierre Flament, de 1961 à sa mort en 1998.
| Portrait                                                                           | Identité                                  | Période      | Période          | Durée  |
| Portrait                                                                           | Identité                                  | Début        | Fin              | Durée  |
| ---------------------------------------------------------------------------------- | ----------------------------------------- | ------------ | ---------------- | ------ |
| Portrait de La Sicotière dans la bio-bibliographie de Robert Triger.               | Léon de La Sicotière (1812 - 1895)        | 1882         | 1889             | 7 ans  |
| Portrait ornant le frontispice des Œuvres choisies de Gustave Le Vavasseur (1897). | Gustave Le Vavasseur (1819 - 1896)        | 1889         | 1895             | 6 ans  |
| Gérard de Contades                                                                 | Gérard de Contades (1846 - 1899)          | 1895         | 1899             | 4 ans  |
| Pas de portrait sous licence libre disponible pour Henri Tournoüer.                | Henri Tournoüer (d) (1861 - 1943)         | 1899         | 1943             | 44 ans |
| Pas de portrait sous licence libre disponible pour Robert du Mesnil du Buisson.    | Robert du Mesnil du Buisson (1895 - 1986) | 1947         | 1955             | 8 ans  |
| Jean Adigard des Gautries                                                          | Jean Adigard des Gautries (1889 - 1974)   | 1956         | 1961             | 5 ans  |
| Pas de portrait sous licence libre disponible pour Pierre Flament.                 | Pierre Flament (d) (1907 - 1998)          | 1961         | 11 décembre 1998 | 37 ans |
| Pas de portrait sous licence libre disponible pour François Certain.               | François Certain (d) (1926 - 2021)        | 2004         | 2009             | 5 ans  |
| Pas de portrait sous licence libre disponible pour Yves Le Noach.                  | Yves Le Noach (d)                         | 2010         | 10 mars 2012     | 2 ans  |
| Pas de portrait sous licence libre disponible pour Odile Leconte.                  | Odile Leconte (d)                         | 10 mars 2012 |                  |        |

## Objectifs de la société
La Société historique et archéologique de l'Orne a pour but de :
- valoriser l'histoire et l'archéologie de l'Orne ;
- veiller à la conservation de tous monuments, vestiges et objets présentant un intérêt historique, archéologique ou artistique ;
- porter à la connaissance du public ses travaux de recherche.

## Actions de la société
La Société historique et archéologique de l'Orne mène les actions suivantes :
- publication d'un bulletin trimestriel et une collection intitulée « Mémoires et documents » des travaux de recherches effectués par ses membres sur l'histoire et à l'archéologie du département de l'Orne ou des régions limitrophes. Elle publie également des documents et travaux inédits concernant le département de l'Orne ;
- organisation de conférences, à Alençon et dans les autres villes du département ;
- ouverture de la  bibliothèque de la société aux Archives départementales de l'Orne ;
- organisation d'excursions dans le département de l'Orne et dans les régions limitrophes.